# Тита (уезд)
Тита (яп. 知多郡 Тита-гун) — уезд, расположенный в префектуре Айти, Япония.

Расположение уезда Тита в префектуре Айти.

По оценкам на 1 мая 2017 года, население составляет 161,519 человек, площадь 165.89 км ², плотность 974 человек / км ².

## Посёлки и сёла
- Агуи
- Хигасиура
- Михама
- Минамитита
- Такетоё